# إستر فانوس
ولدت  إستر أخنوخ فانوس  والمعروفة أيضا باسم  إستر فهمي ويصا  (19 فبراير 1895 — أغسطس 1990) في أسيوط - مصر لأسرة قبطية فهي ابنة الطبيب "أخنوخ فانوس" والسيدة "بلسم ويصا".
كانت الأفكار الوطنية المسيطرة على منزل والديها لها تأثير كبير على شخصيتها، فقد قالت «أنها عرفت الحرية من خلال الأفكار والآراء التي أثيرت داخل أسرتها والقيم الموجودة في الكتب التي في مكتبة والدها». عندما زار المحامي الشهير مكرم عبيد، وهو صديق للعائلة، منزل العائلة، علمت إستر فانوس أن سعد زغلول باشا مع سافر مع بعض زملائه إلى إنجلترا للمطالبة برفع الانتداب البريطاني على مصر. وعندما رفض هذا الطلب قامت الثورة ضد الاستعمار البريطاني في مارس عام 1919، وتم احتجازهم هناك، ثم تم نفيهم إلى مالطة.
عندما خرجت المظاهرات في مصر، أطلق البريطانيون النار على المتظاهرين. مما أثار "إستر" فكتبت إلى رئيس الولايات المتحدة الأمريكية ويلسون قائلة: «أرسلنا أربعة أشخاص للقتال في هذه المعركة - تعني سعد زغلول ورفاقه _ وإذا كانت هناك ضرورة ملحة سوف نرسل 400 وقد تصبح 4000 أو 4 ملايين لتحرير هؤلاء الأربعة».
سافرت إستر إلى القاهرة للقاء صفية زغلول التي اقترحت توقيع الثلاث نساء (صفية زغلول - هدى شعراوي - إستر فانوس) على الرسالة المبعوثة للرئيس ويلسون. بعد ذلك وقّعت مئات النساء على الرسالة مبدين اعتراضاتهم على الوضع القائم. ثم ذهبوا في مظاهرة نسوية يرفعون الأعلام ومرددين الشعارات.
مع هدى شعراوي، قررت إستر فانوس تشكيل لجنة تمثل النساء في مصر تعمل بصورة مشتركة مع حزب الوفد. في كنيسة القديس مرقس، عقد اجتماعا، ً انتخب فيه هدى شعراوي رئيسة وفكرية حسنى وإحسان القوصي وإستر فانوس الأمناء. وفي وقت لاحق، عقدوا اجتماع سياسي في مسجد حيث ألقيت كلمة في اجتماع تحضره لأول مرة المرأة مع الرجل.
في مارس 1923، أنشأت إستر فانوس مع نساء أخريات الاتحاد النسائي المصري لتحسين مستوى ثقافة المرأة والجانب الاجتماعي لها والترويج للمساواة مع الرجل في الحقوق والواجبات. كانت قد شاركت في الجمعيات الأخرى مثل جمعية الشابات المسيحيات ورابطة العمل المصرية فضلا عن غيرها من الجمعيات الخيرية.

## الوفاة
بعد معاناة مع المرض، توفيت إستر فانوس في أغسطس 1990، تاركة أثر كبير على الوحدة الوطنية والكثير من السعي نحو تحرير المرأة المصرية.

## وصلات خارجية
- Famous Egyptian Women, featuring many photos of Ester Fanous
- Egyptian women make their mark.